# Jacques d'Arribehaude
 (décembre 2023).
Jacques d’Arribehaude, né le 6 juin 1925 à Hasparren, Basses-Pyrénées, mort le 27 février 2009 à Nice, est un écrivain français. Il a fait ses études secondaires au lycée de Bayonne.

## La Guerre
Le 13 février 1943, il rallie les Forces françaises libres à travers l'Espagne. Il sera interné en Espagne à la prison de Badajoz. Libéré par la Croix-Rouge, il s'engage dans la 1re division française libre (Libye). Il effectue plusieurs missions en Italie, en Grèce et en Yougoslavie à bord du pétrolier américain Eagle. En mai 1945, il est rapatrié sanitaire en France. Souffrant de tuberculose et d’hépatite chronique, il est admis au sanatorium international des étudiants en Suisse, aux Diablerets d'abord, puis à Leysin (automne et hiver 46-47). Son premier séjour à Paris date de 1947. Il se voit refuser un manuscrit chez Gallimard malgré l'accueil favorable de Marcel Arland. Cette même année il est employé au service des visas de l'ambassade américaine. Une rechute hépatique le contraint à prendre une convalescence à Bayonne, où une petite pension lui est attribuée à titre d'interné résistant pour les maladies contractées à la prison de Badajoz.

## Les romans
Il revient à Paris en 1950. Il sera guide-interprète du premier voyage organisé par une agence touristique française aux Baléares. Au « Festival du Film Maudit » de Biarritz, il rencontre Roland et Denise Tual dont il devient l'assistant. Il fait la connaissance de René Clair, de Cocteau, de Malraux, de Roger Nimier et de Roland Laudenbach. Roland Tual tente de faire accepter son manuscrit chez Gallimard et chez Plon, mais  il heurte les idées reçues.
Il fera différents séjours en Suisse, en Italie, au Portugal, en Espagne etc. qui figureront dans son Journal. Mais auparavant il s’essaiera au roman et publiera en août 1956 La grande vadrouille dont le titre lui sera racheté par la suite et deviendra celui d’un film célèbre de Gérard Oury sans rapport avec son roman. Il publiera en 1959 à La Table ronde Semelles de vent et Les Étrangères chez Alain Lefeuvre en 1981. Entre-temps il aura écrit Adieu Néri qui obtient le prix Cazes 1978.

## Cinéma et ethnologie
Reprenant ses études interrompues par la guerre, il se forme aux techniques cinématographiques au Centre audiovisuel de l'École Normale de Saint-Cloud, à la suite de quoi il participe à la société de production de courts-métrages Tanit Films en collaboration avec Jean Desvilles.
Il collabore  à la réalisation de nombreux films d'art et d'essai : Picasso romancero du picador, Rembrandt le Temps des cerises, Louis Lecoin le cours d'une vie, etc. et obtient de nombreux prix au C.N.C. (Centre National de la Cinématographie).
À l'O.R.T.F. il réalise des reportages pour les magazines de l'information télévisée en Europe, Afrique, États-Unis, Arctique, etc. Il est conseiller de programme pour les œuvres de fiction.
Il obtint une licence de littérature générale et d'ethnologie à la Sorbonne et au musée de l'Homme. 
Dans le cadre de missions ethnographiques il réalisa des films documentaires au Mali (Saison sèche), au Togo, en Côte d'Ivoire, à Madagascar et au Cameroun.

## Louis Ferdinand Céline
Jacques d’Arribehaude réalisa avec Jean Guénot en 1960 la dernière interview de Louis-Ferdinand Céline quelques jours avant sa mort. Plus tard, il rencontra Dominique de Roux alors que ce dernier préparait son dossier Céline pour les Cahiers de l'Herne.

## Le Journal
L'œuvre centrale de Jacques d'Arribehaude, admirateur de Saint-Simon, est son journal qui parcourt les années 1950 à 1986 avec une interruption de 1968 à 1981.
Il a publié les années 1980 de son Journal en 2008 sous le titre S’en fout la vie.
Jacques d’Arribehaude était également peintre et dessinateur.
Transplanté foie et rein à l'hôpital Paul-Brousse de Villejuif par le professeur Henri Bismuth en juillet 1993, il vivra jusqu’en 2009.

## Prise de position
En 1999, il signe pour s'opposer à la guerre en Serbie la pétition « Les Européens veulent la paix », initiée par le collectif Non à la guerre.

### Romans
- Semelles de vent, 1959, La Table Ronde, roman
  - réédité par L'Âge d'Homme, suivi de Adieu Néri et préfacé par Philippe Sénart,  (ISBN 978-2-8251-1662-3)
- La Grande Vadrouille, 1956, La Table Ronde, roman
- Adieu Néri, 1978, Albin Michel, roman,  (ISBN 978-2226005687)
  - réédité par L'Âge d'Homme, précédé de Semelles de vent et préfacé par Philippe Sénart,  (ISBN 978-2-8251-1662-3)
- Les Étrangères, 1981, Alain Lefeuvre, roman,  (ISBN 978-2902639557)

### Essais
- Le cinéma de Céline, 1987, Le Lérot Rêveur

### Journal
- Cher Picaro, 2003, L'Âge d'Homme, journal des années 1950,   (ISBN 2-8251-1824-9)
- Une saison à Cadix, 1997, Pierre Chalmin/Arléa, journal, ASIN B004K5S7XI
- Complainte mandingue, 1999, L'Âge d'Homme, journal 1960-1962,   (ISBN 2-8251-1157-0)
- L'Encre du salut, 1998, Pierre Chalmin-L'Âge d'Homme, journal,  (ISBN 2-8251-1029-9)
- Un Français libre, 2000, L'Âge d'Homme, journal,  (ISBN 2-8251-1431-6). Réunit  les volumes :
  - Complainte mandingue 1960-1962
  - Le Royaume des Algarves 1962-1964
  - Une saison à Cadix 1965-1966
  - L’Encre du Salut 1966-1968
- S'en fout la vie, 2008, Thebookedition, journal 1981-1986,   (ISBN 978-2-9533376-0-0)

Jacques d’Arribehaude est également l’auteur de nombreuses chroniques littéraires parues dans le Bulletin célinien, notamment sur Michel-Georges Micberth.